# Émile Cornellie
Émile François Cornellie (* 15. August 1869 in Vlissingen, Niederlande; † 27. Dezember 1945 in Antwerpen) war ein belgischer Segler.

## Erfolge
Émile Cornellie, der für den Royal Yacht Club Oostende segelte, wurde 1920 in Antwerpen bei den Olympischen Spielen in der 6-Meter-Klasse nach der International Rule von 1907 Olympiasieger. Er war Skipper der Edelweiß II, deren Crew aus seinem Sohn Florimond Cornellie und Frédéric Bruynseels bestand. In drei Wettfahrten hatte die Edelweiß II drei Konkurrenten und belegte in der ersten und dritten Wettfahrt jeweils den zweiten sowie in der zweiten Wettfahrt den ersten Platz. Mit fünf Gesamtpunkten schloss Cornellie die Regatta auf dem ersten Platz vor den beiden norwegischen Booten Marmi und Stella ab.
Cornellie besuchte während seiner Zeit beim Militär die Marineakademie und schloss diese als Offizier ab. Er tat sowohl auf Militär- als auch auf zivilen Passagierschiffen zwischen Ostende und Dover Dienst. Darüber hinaus lehrte er auch an der Marineakademie, während er im Segelsport aktiv war. In diesem gewann er zahlreiche Regatten und Wettfahrten. Während des Ersten Weltkriegs unterstützte Cornellie die alliierten Truppen von der See aus mit Torpedobooten und Marinesoldaten. Nach dem Krieg wurde er Marineberater.